# Крунк (БПЛА)
Крунк  (арм. Կռունկ «журавль») — тактический беспилотный летательный аппарат армянского производства. Относится к среднему классу беспилотников, к которому относятся 60 % действующих в мире летательных аппаратов подобного типа. «Крунк» стал одним из новейших видов продукции армянского ВПК и по своим тактико-техническим параметрам  не уступает зарубежным аналогам. Первые сообщения о БПЛА датируются 18 июня 2011 года.

## ЛТХ
Аппарат оснащен программируемым автопилотом и может находиться в воздухе 5 часов. Максимальная высота 5400 м, практический потолок 4500 метров, крейсерская скорость 150 км/ч. 
На аппарате установлена подфюзеляжная малоразмерная гиростабилизированная оптико-электронная турель с видео- и фотокамерой. Он способен оперативно, на глубине отснять и в реальном времени передать артиллерийским, ракетным, разведывательным подразделениям и группам специального назначения сверхточные данные. Помимо разведывательных функций, беспилотники также интегрированы в систему управления артиллерией. Беспилотники Крунк очень лёгкие, имеют максимальную взлетную массу 60 кг и невидимы в радиодиапазоне; изготовлены из композитных материалов, для получения которых в Армении были развиты и применены западные технологии.
Бортовая аппаратура может управляться с наземной станции расчетом из трех операторов.
Беспилотник армянского производства прошел испытания в сложных погодных условиях. По данным специалистов, установленная на «Крунке» электроника работает бесперебойно.
Название беспилотного летательного аппарата выбрано не случайно, так как журавль всегда возвращается в насиженные места.
Технические характеристики
- Длина:
- Высота:
- Максимальная взлётная масса: 60 кг

Лётные характеристики
- Крейсерская скорость: 150 км/ч[3]
- Практический потолок: 4500 м

## Управление

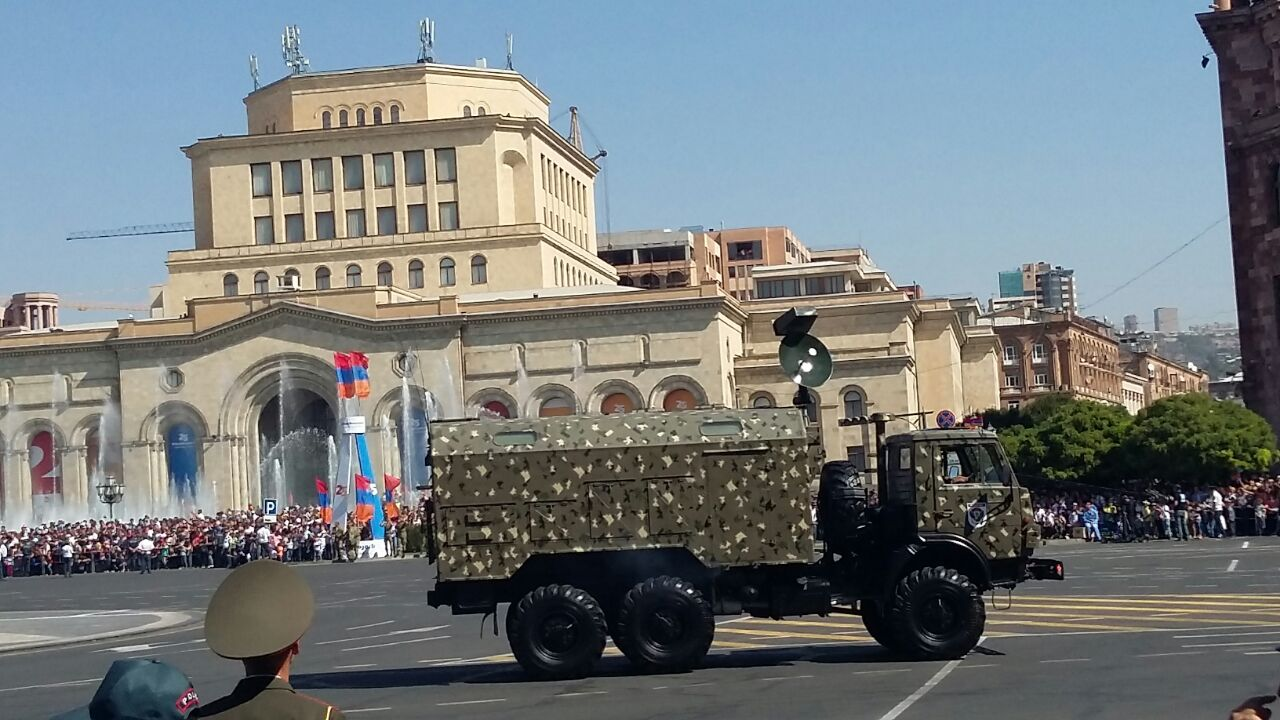
Передвижная станция управления БПЛА на военном параде в Ереване (2016 г.)

Управление БПЛА Крунк осуществляется из передвижных станций наземного базирования, за каждой из которых закреплено по три беспилотных летательных аппарата. 

## Модели

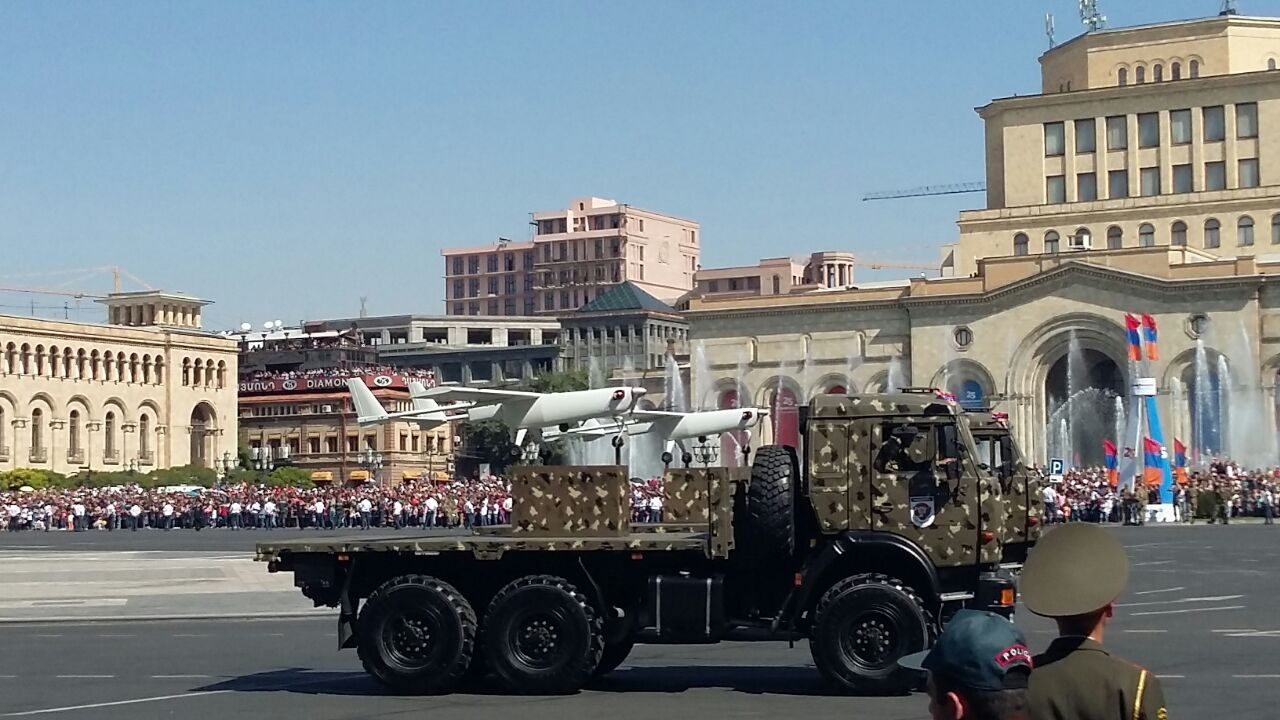
Крунк 25-1 на военном параде в Ереване (2016 г.)

БПЛА Крунк выпускается в нескольких модификациях. 

### Крунк 25-1
Крунк 25-1 - базовая модель первого армянского беспилотника. Выполнен по двухбалочной схеме с высоко расположенным крылом и тянущим винтом.
- Размах крыла, мм – 4200
- Длина самолёта, мм – 2950
- Высота самолёта, мм – 750
- Взлётная масс, кг – 50-60
- Масса полезной нагрузки, кг – 10-20
- Скорость планирования, км/ч – 80
- Крейсерская скорость, км/ч – 110
- Максимальная скорость, км/ч – 140
- Макс. Продолжительность полёта (мин.+запас) – 180+30
- Максимальная дальность применения комплекса, км – 150
- Радиус действия сигнала, км – 70
- Дальность передачи видеосигнала на КП, км – 100
- Рабочая высота полёта, м – 500-3000
- Максимальная высота полёта, м – 4000

Его улучшенная модель получила неофициальное название Крунк 25-1-2, на последнем была установлена новая турель с оптическими приборами, а на самом аппарате также были установлены патрубки для отвода выхлопных газов (возможно, патрубки понадобились после установки более мощного двигателя).

### Крунк 25-2

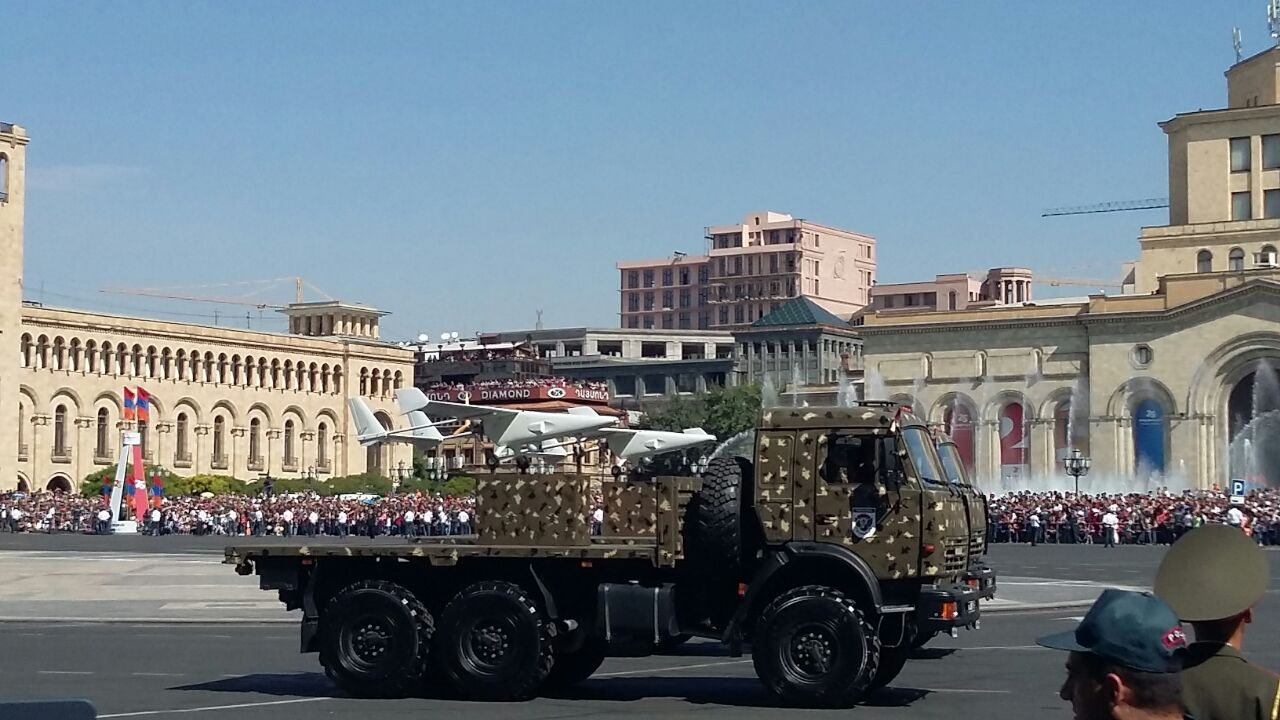
Крунк 25-2 «Азнив» на военном параде в Ереване (2016 г.)

Крунк 25-2 впервые был представлен на военном параде в Степанакерте . Конструктивно значительно отличающийся от предыдущей модели, имеет параметры, близкие к Крунк 25-1
- Размах крыла, мм – 3640
- Длина самолёта, мм – 2750
- Высота самолёта, мм – 700
- Взлётная масс, кг – 40-50
- Масса полезной нагрузки, кг – 10-15
- Скорость планирования, км/ч – 80
- Крейсерская скорость, км/ч – 110
- Максимальная скорость, км/ч – 140
- Макс. Продолжительность полёта (мин.+запас) – 180+30
- Максимальная дальность применения комплекса, км – 100
- Радиус действия сигнала, км – 70
- Дальность передачи видеосигнала на КП, км – 100
- Рабочая высота полёта, м – 500-3000
- Максимальная высота полёта, м – 3500

### Крунк 25-2 «Азнив»
Внешне отличается от Крунк 25-2 законцовками крыльев. Аппарат снабжён более современной радио- и оптико-электронной начинкой.

## На вооружении
- Армения — 15 единиц на 2017 год.[12]
- Дания — подписан контракт на производство и экспорт десяти беспилотных летательных аппаратов.[13]